# Бракањи
Бракањи (итал. Braccagni) је насеље у Италији у округу Гросето, региону Тоскана.
Према процени из 2011. у насељу је живело 1036 становника. Насеље се налази на надморској висини од 16 м.